# Hermann Größler

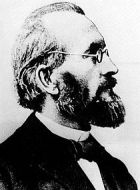
Hermann Größler, um 1880

Georg Paul Hermann Größler (* 2. April 1840 in Naumburg an der Saale; † 4. Februar 1910 in Eisleben) war ein deutscher Lehrer und Historiker. Sein größter Erfolg war die Aufdeckung des Fürstengrabes bei Helmsdorf. Er hat über 250 Schriften veröffentlicht.

## Leben

### Kindheit und Jugend
Hermann Größler wurde 1840 in Naumburg geboren und besuchte dort das Domgymnasium. Von 1859 bis 1863 studierte er Theologie und Philosophie an der Universität Halle. Zunächst arbeitete er in Hamburg und Altona als Lehrer und erlebte so den Deutsch-Dänischen Krieg von 1864 und den Deutschen Krieg von 1866. Im April 1869 bestand er das höhere Lehrerexamen in Berlin in den Fächern Religion, Deutsch, Geschichte, Erdkunde, Hebräisch, Griechisch und Latein und absolvierte anschließend ein Probejahr in Stargard in Pommern.
Mit dem Thema „Die Ursachen der Permanenz des sogenannten immerwährenden Reichstages zu Regensburg“ promovierte Größler am 14. Januar 1870 in Jena. Von 1870 bis 1871 war er am Luisenstädtischen Gymnasium in Berlin angestellt. Mit 31 Jahren kam Größler schließlich nach Eisleben. Am Königlichen Gymnasium, dem späteren Luthergymnasium, unterrichtete er 34 Jahre lang die Fächer Deutsch, Geschichte, Religion und Hebräisch.

### „Verein für Geschichte und Altertümer“
Der Verein für Geschichte und Altertümer der Grafschaft Mansfeld war 1864 von Pfarrer Karl Krummhaar (1807–1881) aus Helbra und Gymnasialprofessor Karl Immanuel Gerhardt (1816–1899) gegründet worden. Durch Größlers Mitarbeit seit 1871 (1884–1910 Vorsitzender) wurde die Arbeit des Vereines wesentlich vorangetrieben. So wurden ab 1887 (bis 1944) die Mitteilungen des Geschichtsvereins unter dem Titel Mansfelder Blätter herausgegeben. Diese wurden mit über 120 Vereinen getauscht. Im Gegenzug erhielt der Verein zahllose Veröffentlichungen aus dem gesamten deutschsprachigen Raum zum weiteren Aufbau der Bibliothek. Diese Sammlung bildet bis heute den Grundstock für die Eisleber Museumsbibliothek. Heute (2008) wird die Bibliothek durch die Stiftung Luthergedenkstätten mit Standort Eisleben unterhalten.
1883 verlieh man Größler den Professorentitel. Seit 1892 war er stellvertretender Vorsitzender der Historischen Kommission für die Provinz Sachsen (seit 1900 auch für das Herzogtum Anhalt). 1905 schied er aus gesundheitlichen Gründen aus dem Schuldienst aus.

### Fürstengrab
1906 begann Größler mit der Ausgrabung des Helmsdorfer Fürstengrabhügels, einer bronzezeitlichen Begräbnisstätte, die beim Bau einer Eisenbahnstrecke zum Paulschacht entdeckt worden war. Die Funde wurden später dem Museum für Geschichte und Altertümer in Eisleben überlassen. Dazu gehörten ein Goldschmuck mit einem Gewicht von 177 Gramm und die so genannte Totenlade, eine hölzerne bettähnliche Liegestatt für den Verstorbenen. Dem Zeitgeist des frühen 20. Jahrhunderts folgend, galt das Hauptaugenmerk Größlers und der Öffentlichkeit dem Goldschmuck. Die herausragende Bedeutung der Totenlade für die mitteleuropäische Vorgeschichte wurde erst viel später erkannt. Der berühmte Schmuck und die Totenlade befinden sich heute (2008) im Landesmuseum für Vorgeschichte in Halle an der Saale. Einige Funde von Größlers Ausgrabungen werden heute im Gebäude des Eisleber Stadtarchivs ausgestellt.

### Größlerstraße
Als Größler 1910 starb, umfasste seine Bibliographie, bestehend aus überwiegend regionalhistorischem Schrifttum, 252 Monographien und Zeitschriftenaufsätze. Bald danach benannte die Stadt Eisleben die Grüne Gasse zu seinen Ehren in Größlerstraße um.

## Werke (Auswahl)
- Urkundliche Geschichte Eislebens bis zum Ende des zwölften Jahrhunderts. Halle 1875.
- Die Wüstungen des Friesenfeldes und Hassegaues. Halle 1875.
- Sagen der Grafschaft Mansfeld und ihrer nächsten Umgebung. 1880.
- Chronicon Islebiense Eisleber Stadt-Chronik aus den Jahren 1520–1738. 1882.
- Inscriptiones islebienses die Inschriften der Stadt Eisleben. 1883.
- Nachlese von Sagen und Gebräuchen der Grafschaft Mansfeld und ihrer nächsten Umgebung. 1887.
- Mitteilungen aus Eislebischen Kirchenbüchern, die Jahre 1632–1780 umfassend. 1888.
- Die Mansfelder Mundart: ihre Grenzen, innere Gliederung und Abkunft. 1890.
- Beschreibende Darstellung der älteren Bau- und Kunstdenkmäler des Mansfelder Gebirgskreises. Halle 1893.
- Radegundis von Thüringen in den Dichtungen ihrer Zeit. 1894.
- Die älteren Urkunden der Stadt Hettstedt im Mansfelder Gebirgskreise. 1894.
- Die Kunstdenkmale des Mansfelder Seekreises. Halle 1895.
- Beschreibende Darstellung der älteren Bau- und Kunstdenkmäler des Mansfelder Seekreises. Halle 1895.
- Die Sagen von Winfried Bonifatius. Eisleben 1899.
- Die geschichtliche Entwicklung des Mansfelder Kupferschieferbergbaues. Eisleben 1900.
- Thüringens Sturz: Dramatische Dichtung in zwei Teilen. 1902.
- Personen-Verzeichnis zum Chronicon Islebiense, Eisleber Stadtchronik aus den Jahren 1520–1738. 1903.
- Die Gemeinde- und Kirchensiegel des Kreises Querfurt. 1904.
- Führer durch das Unstruttal von Artern bis Naumburg. Freyburg (Unstrut) 1904. 2. Bände.
- Beschreibende Darstellung der älteren Bau- und Kunstdenkmäler der Provinz Sachsen, Kreis Naumburg-Land. Halle (Saale) 1905.
- Die Einteilung des Landes zwischen unterer Saale und Mulde in Gaue und Archidiakonate. 1905.
- Die Begründung der christlichen Kirche in dem Lande zwischen Saale und Elbe. 1907.
- Geschichtliche Karte des Kreises Querfurt. Querfurt 1908. Als Beilage zur: Beschreibende Darstellung der älteren Bau- und Kunstdenkmäler der Provinz Sachsen, Kreis Querfurt.
- Vom Einzelhof zum Stadtkreis: Ein Blick auf d. Entwickelung d. Stadt Eisleben. In: Historische Kommission für die Provinz Sachsen und das Herzogtum Anhalt (Hrsg.): Neujahrsblätter. Nr. 34. Otto Hendel, Halle a. S. 1910, urn:nbn:de:bsz:14-db-id18960976183.

sowie zahlreiche Artikel zur Regionalgeschichte in verschiedenen Zeitschriften, unter anderem:
- Die Bedeutung des Hersfelder Zehntverzeichnisses für die Ortskunde und Geschichte der Gaue Friesenfeld und Hassegaues. In: Zeitschrift des Harzvereins für Geschichte und Alterthumskunde, Band 7, 1874, S. 85–130.
- Die Abfassungszeit des Hersfelder Zehntverzeichnis. In: Zeitschrift des Harzvereins für Geschichte und Alterthumskunde, Band 8, 1875, S. 302–310.
- Die Wüstungen des Friesenfeldes und Hassegaues. In: Zeitschrift des Harzvereins für Geschichte und Alterthumskunde, Band 11, 1878, S. 119–231.
- Über die Siegel der Ortschaften des Mansfelder Seenkreises. In: Zeitschrift des Harzvereins für Geschichte und Altertumskunde. 1880.
- Der gemeinsame Umfang der Gaue Friesenfeld und Hassegau. In: Mitteilungen vom Verein für die Geschichte und Altertumskunde von Erfurt. 1883.
- Radegundis, Prinzessin von Thüringen, Königin von Frankreich, Schutzpatronin von Poitiers. In: Mansfelder Blätter. 1888, S. 69ff.
- Geschlechtskunde der Edelherren von Hakeborn, mit Stammbaum. In: Mansfelder Blätter, 1890, S. 31–84.
- Der Gesundbrunnen bei Dorndorf a.d.Unstrut. In: Mitteilungen des Vereins für Erdkunde zu Halle. 1893.
- Der Sturz des Thüringer Königreiches 531 n.Chr.G. In: Zeitschrift des Vereins für Thüringische Geschichte und Altertumskunde. 1899.
- Vorgeschichtliche Gräber und Funde im Amtsbezirk Burgscheidungen a.d. Unstrut, Kreis Querfurt. In: Jahresschrift für die Vorgeschichte der sächsisch-thüringischen Länder 1. Bd; 2. und 3. Teil, 1902.
- Neues über den Sturz der Thüringer Königreiches. In: Zeitschrift des Vereins für Thüringische Geschichte und Altertumskunde. 1904.
- Nochmals der thüringisch-fränkische Krieg von 531. In: Zeitschrift des Vereins für Thüringische Geschichte und Altertumskunde. 1907.
- Die sprachliche Zugehörigkeit des Namens Pforta. In: Neue Mitteilungen aus dem Gebiete historisch-antiquarischer Forschungen. 1908.